# Преображенська сільська рада (Ширяївський район)
Червоноку́тська сільська́ ра́да — адміністративно-територіальна одиниця та орган місцевого самоврядування в Ширяївському районі Одеської області. Адміністративний центр — село Чорний Кут.

## Загальні відомості
Червонокутська сільська рада утворена в 1976 році.
- Територія ради: 51,275 км²
- Населення ради: 819 осіб (станом на 2001 рік)
- Територією ради протікає річка Журавка

## Населені пункти
Сільській раді підпорядковані населені пункти:
- с. Чорний Кут
- с. Лідівка
- с. Преображенка

## Населення
Згідно з переписом УРСР 1989 року чисельність наявного населення сільської ради становила 1748 осіб, з яких 805 чоловіків та 943 жінки.
За переписом населення України 2001 року в сільській раді мешкало 814 осіб.

### Мова
Розподіл населення за рідною мовою за даними перепису 2001 року:
| Мова       | Відсоток |
| ---------- | -------- |
| українська | 78,51 %  |
| молдовська | 10,38 %  |
| російська  | 7,69 %   |
| болгарська | 1,10 %   |
| вірменська | 0,85 %   |
| білоруська | 0,12 %   |
| гагаузька  | 0,12 %   |
| інші       | 1,23 %   |

## Склад ради
Рада складається з 14 депутатів та голови.
- Голова ради: Миндра Майя Іванівна
- Секретар ради: Дідур Алла Петрівна

### Керівний склад попередніх скликань
| Прізвище, ім'я, по батькові | Основні відомості                                                         | Дата обрання | Дата звільнення |
| --------------------------- | ------------------------------------------------------------------------- | ------------ | --------------- |
| Миндра Майя Іванівна        | Сільський голова, 1964 року народження, освіта вища                       | 26.03.2006   | 31.10.2010      |
| Миндра Майя Іванівна        | Сільський голова, 1964 року народження, освіта вища, член Партії регіонів | 31.10.2010   |                 |

Примітка: таблиця складена за даними сайту Верховної Ради України

### Депутати
За результатами місцевих виборів 2010 року депутатами ради стали:

#### За суб'єктами висування
| Суб'єкт висування | Кількість обраних депутатів | %   |
| ----------------- | --------------------------- | --- |
| Партія регіонів   | 14                          | 100 |

#### За округами
| № округу        | Прізвище, ім'я, по батькові   | Дата визнання обраним | Освіта  | Партійна приналежність | Відомості про обраного депутата                 |
| --------------- | ----------------------------- | --------------------- | ------- | ---------------------- | ----------------------------------------------- |
| Партія регіонів |                               |                       |         |                        |                                                 |
| 1               | Шевченко Віктор Миколайович   | 01.11.2010            | середня | член Партії регіонів   | ПСП «Маяк», водій                               |
| 2               | Войцех Юрій Віталійович       | 01.11.2010            | середня | позапартійний          | ПСП «Маяк», механізатор                         |
| 3               | Платон Василь Панфілович      | 01.11.2010            | середня | член Партії регіонів   | ПСП «Маяк», механізатор                         |
| 4               | Головатюк Ігор Миколайович    | 01.11.2010            | вища    | позапартійний          | ПСП «Маяк», головний агроном                    |
| 5               | Миндра Віталій Юрійович       | 01.11.2010            | вища    | позапартійний          | ПСП «Маяк», механізатор                         |
| 6               | Калашнікова Тетяна Миколаївна | 01.11.2010            | середня | позапартійна           | ПСП «Маяк», зав. фермою                         |
| 7               | Снісаренко Лідія Петрівна     | 01.11.2010            | середня | позапартійна           | ПСП «Маяк», зоотехнік                           |
| 8               | Дідур Алла Петрівна           | 01.11.2010            | середня | позапартійна           | Червонокутська сільська рада, секретар          |
| 9               | Проданчук Ігор Сергійович     | 01.11.2010            | середня | позапартійний          | ПСП «Маяк», водій                               |
| 10              | Захарєва Ірина Петрівна       | 01.11.2010            | вища    | позапартійна           | загальноосвітня школа с. Преображенка, директор |
| 11              | Дідур Ірина Іванівна          | 01.11.2010            | вища    | позапартійна           | ПСП «Маяк», головний бухгалтер                  |
| 12              | Кашнер Олександр Валерійович  | 01.11.2010            | середня | член Партії регіонів   | ПСП «Маяк», механізатор                         |
| 13              | Толочко Микола Тимофійович    | 01.11.2010            | середня | член Партії регіонів   | ПСП «Маяк», механізатор                         |
| 14              | Кашнер Валерій Михайлович     | 01.11.2010            | середня | член Партії регіонів   | ПСП «Маяк», керуючий                            |